# Arisaemateae
Arisaemateae es una tribu de plantas con flores de la familia Araceae. Tiene los siguientes géneros:

## Géneros
- Arisaema Mart.
- Flagellarisaema Nakai = Arisaema Mart.
- Heteroarisaema Nakai = Arisaema Mart.
- Pinellia Ten.
- Pleuriarum Nakai = Arisaema Mart.
- Ringentiarum Nakai = Arisaema Mart.